# 艾比·布魯克斯
艾比·布魯克斯（英語：Abbey Brooks，1983年2月17日—）是一位美國女前色情演員與模特兒，出生於伊利諾州芝加哥。布魯克斯曾參演2008年的高預算成人電影《加勒比女海盜2：斯塔涅蒂的報復》。

## 圖集

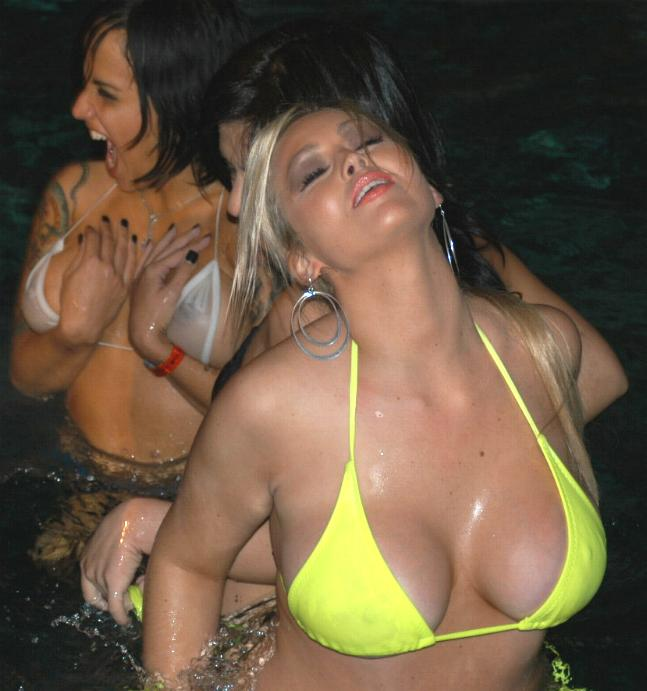
布魯克斯於2006年12月27日在花花公子總部大廈
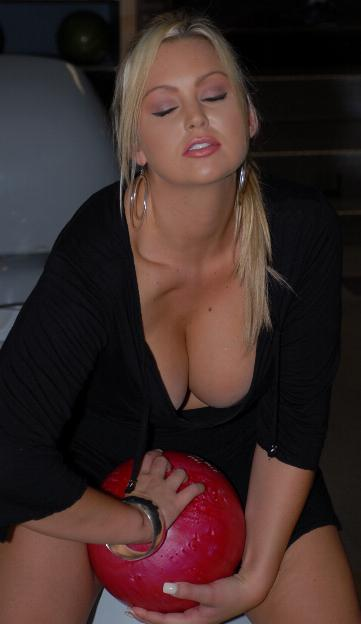
布魯克斯於2007年9月在Protecting Adult Welfare比賽

## 外部連結
- 艾比·布魯克斯在互联网电影资料库（IMDb）上的資料（英文）
- Abbey Brooks在網際網路成人電影資料庫
- 成人電影資料庫上Abbey Brooks的资料（英文）